# Capela de São Caetano
A Capela de São Caetano localiza-se no lugar do Outeiro, em Longos Vales, no município de Monção, Distrito de Viana do Castelo, em Portugal.

## História
A primitiva edificação foi erguida em meados do século XVIII, segundo a tradição por promessa de um certo Francisco Vaz, após ter sido curado de malária, doença que contraíra durante as suas viagens.
O atual templo é fruto de uma remodelação por iniciativa da Companhia de Jesus, e é dedicado a Caetano de Thiene.